# Bigelow (Arkansas)
Bigelow è un comune degli Stati Uniti d'America, situato in Arkansas, nella contea di Perry.